# Bernartice (district de Benešov)
Pour les articles homonymes, voir Bernartice.
Bernartice (en allemand : Bernartitz) est une commune du district de Benešov, dans la région de Bohême-Centrale, en République tchèque. Sa population s'élevait à 234 habitants en 2020.

## Géographie
Bernartice se trouve à 17 km à l'est-sud-est de Vlašim, à 34 km à l'est-sud-est de Benešov, à 46 km au nord-ouest de Jihlava et à 67 km au sud-est de Prague.
La commune est limitée par Horka II au nord, par Loket à l'est, par Dolní Kralovice au sud-est, par Loket au sud-ouest, et par Keblov et Hulice à l'ouest.

## Histoire
La première mention écrite du village date de 1375.

## Administration
La commune se compose de deux quartiers :
- Bernartice
- Borovsko

## Transports
Le territoire de la commune est traversé par l'autoroute D1, qui est accessible par la sortie no 66 à Loket.